# Challenge International de Paris

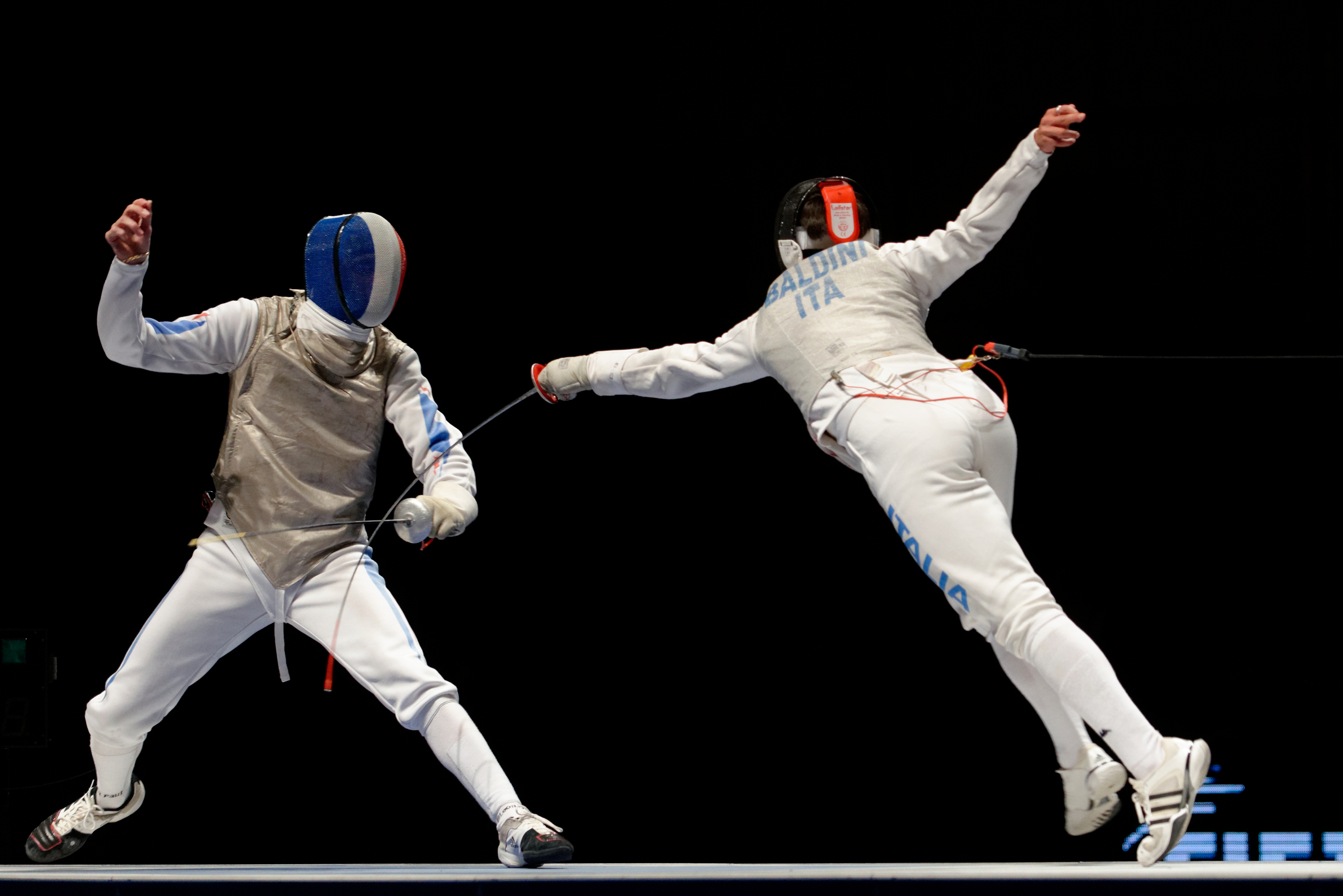
Hai vận động viên Jérémy Cadot (trái) và Andrea Baldini (phải) tại giải đấu kiếm Challenge international de Paris năm 2013

Challenge International de Paris là một giải đấu dành cho môn kiếm liễu được Liên đoàn Kiếm thuật Pháp tổ chức hàng năm ở Paris. Giải đấu này được sáng lập năm 1953 với tên gọi Challenge Martini. Từ năm 1991, giải mang tên Challenge Brut de Fabergé và từ năm 1998 với tên gọi như ngày nay. Địa điểm thi đấu truyền thống của giải là nhà thi đấu Pierre de Coubertin ở quận 16, Paris.

## Danh sách vận động viên thắng giải
- 2016:  Race Imboden
- 2015:  Race Imboden
- 2014:  Enzo Lefort
- 2013:  Andrea Baldini
- 2012:  Andrea Cassarà
- 2011:  Erwann Le Péchoux
- 2010:  Lei Sheng
- 2009:  Peter Joppich
- 2008:  Andrea Baldini
- 2007:  Benjamin Kleibrink
- 2006:  Benjamin Kleibrink
- 2005:  Zhang Liangliang
- 2004:  Salvatore Sanzo
- 2003:  Rouslan Nassibouline
- 2002:  Brice Guyart
- 2001:  Ralf Bissdorf
- 2000:  Salvatore Sanzo
- 1999:  Oscar Garcia-Perez
- 1998:  Elvis Gregory
- 1997:  Oscar Garcia-Perez
- 1996:  Elvis Gregory
- 1995:  Lionel Plumenail
- 1994:  Philippe Omnès
- 1993:  Udo Wagner
- 1992:  Thorsten Weidner
- 1991:  Alexandre Romankov
- 1990:  Andrea Borella
- 1989:  Philippe Omnès
- 1988:  Pál Szekeres
- 1987:  Alexandre Romankov
- 1986:  Philippe Omnès
- 1985:  Mathias Gey
- 1984:  Harald Hein
- 1983:  Stefano Cerioni
- 1982:  Mathias Gey
- 1981:  Matthias Behr
- 1980:  Wirtz
- 1979:  Adam Robak
- 1978:  Andrea Borella
- 1977:  Harald Hein
- 1976:  Bernard Talvard
- 1975:  Vasyl Stankovych
- 1974:  Bernard Talvard
- 1973:  Bernard Talvard
- 1972:  Daniel Revenu
- 1971:  Sándor Szabó
- 1970:  Ion Drimba
- 1969:  Jean-Claude Magnan
- 1968:  Christian Noël
- 1967:  Sándor Szabó
- 1966:  Sándor Szabó
- 1965:  Jean-Claude Magnan
- 1964:  Jean-Claude Magnan
- 1963:  Henry Hoskyns
- 1962:  Henry Hoskyns
- 1961:  László Kamuti
- 1960:  Sissikine
- 1959:  Roger Closset
- 1958:  Jeno Kamuti
- 1957:  Mihály Fülöp
- 1956:  Roger Closset
- 1955:  Roger Closset
- 1954:  Christian d'Oriola
- 1953:  Christian d'Oriola